# Sorin Matei
Sorin Matei (* 6. července 1963, Bukurešť) je bývalý rumunský atlet, jehož specializací byl skok do výšky.
V roce 1986 získal v Moskvě bronzovou medaili na hrách dobré vůle . O rok později skončil na druhém mistrovství světa v atletice v Římě na šestém místě (232 cm). Třikrát se kvalifikoval na letní olympijské hry. Největšího úspěchu dosáhl na olympiádě v Moskvě 1980 a v Barceloně 1992, kde shodně skončil ve finále na třináctém místě. Své největší úspěchy zaznamenal na halovém mistrovství Evropy. V Budapešti 1988 získal bronz, o čtyři roky později v Janově stříbro. Třikrát se stal vítězem prestižního halového výškařského mítinku v Arnstadtu.

## Osobní rekordy
Patří mezi sedm výškařů celé historie, kteří překonali pod otevřeným nebem hranici 240 cm. Totéž dokázali dále Rudolf Povarnicyn, Igor Paklin, Patrik Sjöberg, Charles Austin, Vjačeslav Voronin a hned sedmnáctkrát Javier Sotomayor.
- hala - (238 cm - 3. února 1995, Wuppertal) - NR
- venku - (240 cm - 20. června 1990, Bratislava) - NR